# Colt Anaconda

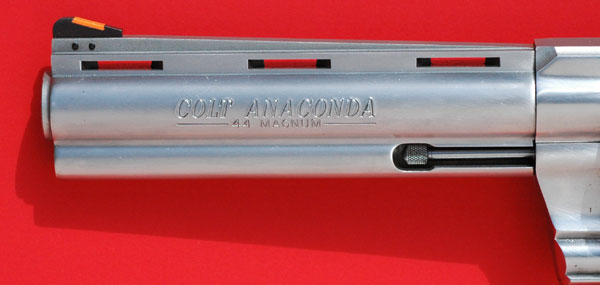
Штамп Anaconda

Colt Anaconda револьвер подвійної дії на великій рамі з підствольним кожухом для стрижня-ежектора на всю довжину стволу та 6-зарядним барабаном. В 1990 році його розробила та почала випускати компанія Colt's Manufacturing Company. Револьвер було розроблено під потужні набої центрального запалення .44 Magnum та .45 Colt. Anaconda стала першою спробою компанії з Гартфорду, штат Коннектикут вийти на ринок великокаліберної зброї під набої Magnum.

## Розробка
Розроблена на новій і важкій рамі ‘MM’, Anaconda повинна була конкурувати з сучасниками які використовували набій .44 Magnum, такими як Smith & Wesson Модель 29, Sturm, Ruger &amp; Co. Redhawk та Blackhawk, а також Dan Wesson Firearms Модель 44. Треба зазначити, що деякі з цих револьверів перебували на ринку 35 років, Anaconda дуже пізно потрапила на ринок великокаліберної ручної зброї. На відміну від більшості ручної зброї 1980-1990-х років, Кольт Anaconda ніколи не випускали з вуглецевої сталі у синьому воронуванні, револьвер випускали лише з неіржавної сталі. Ранні версії револьвера Anaconda мали погану точність, але зміни ствола швидко вирішили проблему і револьвер Кольта став одним з найточніших револьверів під набій .44 Magnum. Револьвери Anaconda спочатку випускали для фанатів спортивної стрільби та мисливців, оскільки він був занадто великим для повсякденного або прихованого носіння правоохоронцями, хоча виготовлені на замовлення обмеженими партіями револьвери продовжували бути доступними в збройовому магазині Кольта за індивідуальним замовленням приблизно до 2003 року. У 2021 році Кольт продовжив виробництво револьверів Anaconda, використавши нову конструкцію з міцнішою рамкою та збільшеним УСМ револьвера Python.

## Конструктивні особливості
Спочатку револьвер було розроблено під набій .44 Magnum, в 1993 році було представлено револьвер Anaconda під набій .45 Colt. Його конструкція нагадувала збільшений револьвер King Cobra зі стволом з вентильованою планкою від револьвера Python. Спочатку його пропонували в полірованій матовій оброці неіржавної сталі, в каталозі магазину Colt Custom Shop деякий час можна було обрати дзеркальне полірування яке мало назву "Ultimate Stainless". Револьвери Anaconda пропонували зі стволами довжиною чотири, шість або вісім дюймів, з руків'ям, яке мало вирізи для пальців зі щічками з неопренової синтетичної гуми. На щічках було закріплено нікельовані медальйони 'Rampant Colt'. Револьвер мав велику цільові курки та спускові гачки, а також відкриті механічні приціли з мушкою з червоною крапкою та регульованим ціликом з білою лінією. Деякі заводські моделі мали місця для кріплення кронштейнів оптичного прицілу, інші отримали дулові гальма Magna-Ported. Ударно-спускові механізми цих револьверів оцінюють як дуже якісні, а міцна суцільна конструкція та велика вага мають тенденцію поглинати відбій, що дозволяє легко використовувати Anaconda для стрільби потужними набоями.

### Kodiak
В 1993 році було представлено револьвер Kodiak, який робили, як і револьвер Anaconda з неіржавної сталі, але його пропонували з дуловим гальмом magna-ported та гладким барабаном без канавок.
Револьвери Kodiak було випущено як особливу партію револьвера Anaconda у кількості 2000 штук, перервавши довготривалу історію називання револьверів іменами змій. У той же час було випущено партію 1000 одиниць револьверів King Cobras, які мали таке саме дулове гальмо Magna-Ported та барабан без канавок. Вони отримали назву Grizzly. Існувала незанесена в каталоги версія револьвера Anaconda з 5-дюймовим стволом, за деякими даними їх випустили менше 150 одиниць. Ці 5-дюймові версії дуже коштовні. Крім того Кольт випустив невелику партію револьверів з 4-дюймовим стволом під набій .45 Colt. Ці револьвері є дуже дорогими і дуже рідкісними.